# Supercoupe du Gabon de football
La Supercoupe de Gabon de football est une compétition de football créée en 1994 opposant le champion du Gabon au vainqueur de la coupe du Gabon, disputée en un match unique.

## Palmarès
| Année       | Vainqueur         | Score        | Finaliste         |
| 1994        | MangaSport        | -            | AS Sogara         |
| 1995        | Mbilinga FC       | -            | MangaSport        |
| 1996 - 2000 | non disputée      | non disputée | non disputée      |
| 2001        | MangaSport        | -            | FC 105 Libreville |
| 2002 - 2005 | non disputée      | non disputée | non disputée      |
| 2006        | MangaSport        | 4 - 1        | Téléstars FC      |
| 2007        | FC 105 Libreville | 1 - 0        | MangaSport        |
| 2008        | MangaSport        | 1 - 0        | USM Libreville    |

## Bilan par club
| Club              | Nombre de titres | Années                 |
| MangaSport        | 4                | 1994, 2001, 2006, 2008 |
| Mbilinga FC       | 1                | 1995                   |
| FC 105 Libreville | 1                | 2007                   |

## Source
- Résultats sur RSSSF